# Tagged Command Queuing
Tagged Command Queuing (TCQ) ist eine Eigenschaft, die ursprünglich mit der SCSI-2 und später dann auch mit der ATA-4-Spezifikation eingeführt wurde. Ähnlich der Native-Command-Queuing-Funktion (NCQ) der S-ATA-II-Spezifikation sorgt sie bei Festplatten für eine Beschleunigung der Schreib- oder auch Lesevorgänge.
Befinden sich z. B. mehrere Leseanforderungen in der Befehlswarteschlange (engl. command queue), so wird zunächst jede Anforderung mit einer Markierung (engl. tag) versehen, die dem Platz in der Warteschlange entspricht. Dann sortiert der Festplattencontroller die Anforderungen so um, dass die Gesamtzeit aller Anforderungen minimiert wird.
Siehe auch: Native Command Queuing